# Solanum cutervanum
Solanum cutervanum är en potatisväxtart som beskrevs av Alexander Zahlbruckner. Solanum cutervanum ingår i släktet skattor som ingår i familjen potatisväxter. Inga underarter finns listade i Catalogue of Life.